# 산에스테반섬쥐
산에스테반섬쥐 또는 산에스테반사슴쥐(Peromyscus stephani)는 비단털쥐과에 속하는 설치류의 일종이다. 멕시코의 토착종으로 칼리포르니아만 북부 산에스테반 섬에서만 알려져 있다.